# Skûtsje

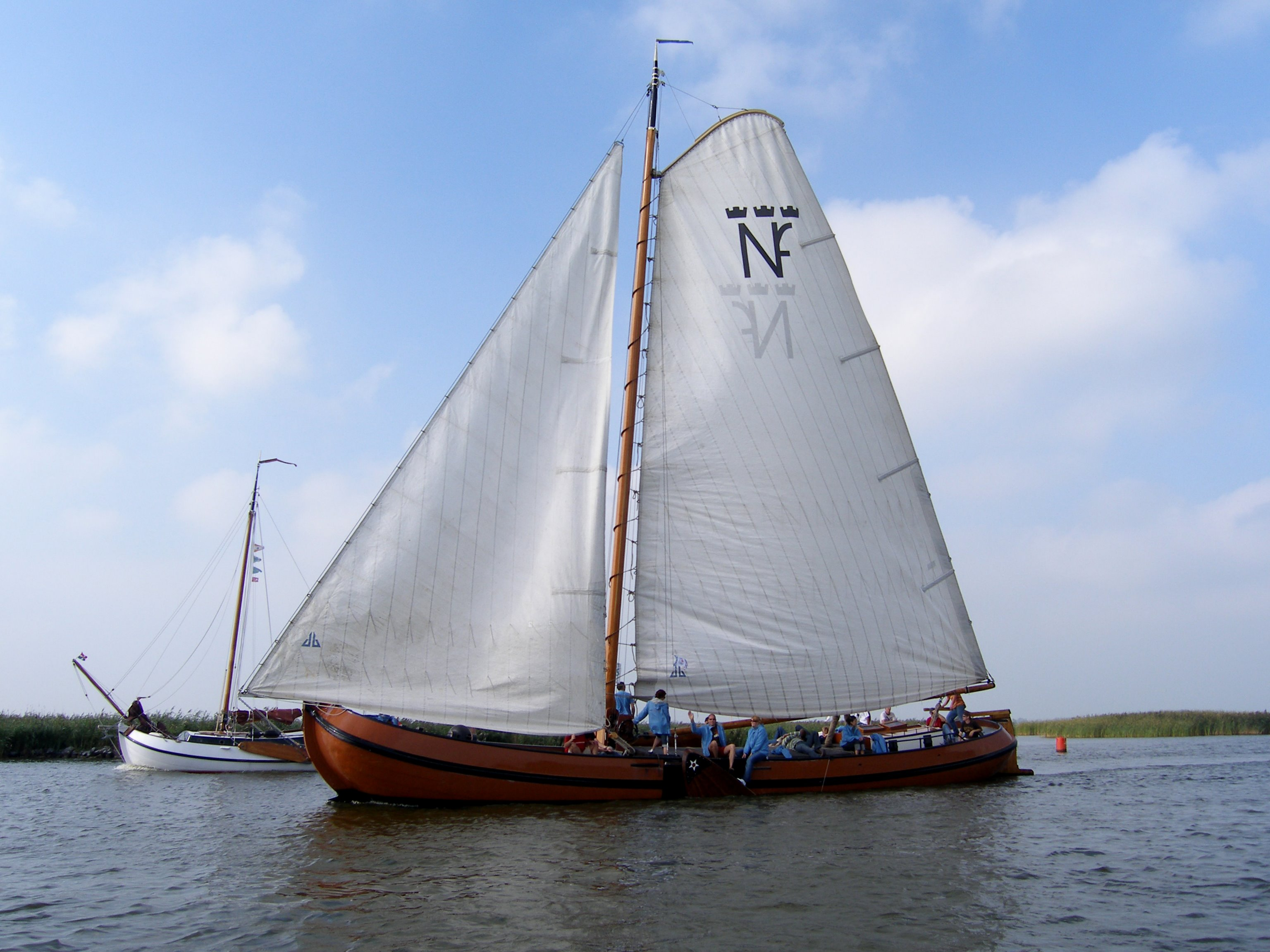
Skûtsje Risico (1911) nabij de Fluessen

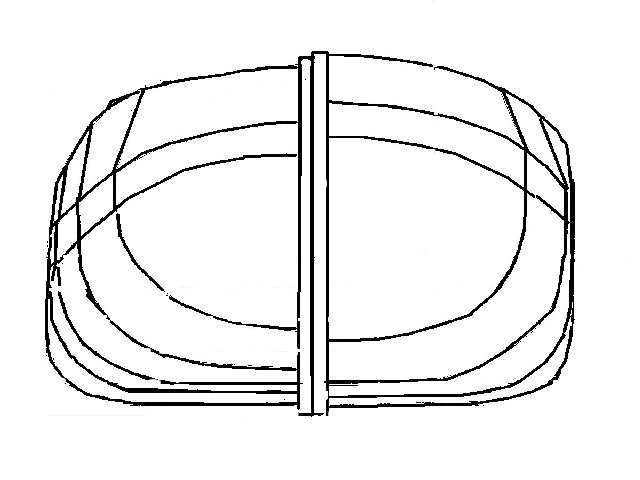

Een skûtsje (uitspraak: skoetsje, Fries voor 'schuitje') is een houten of stalen Friese tjalk gebouwd voor het vervoer van vracht in Friesland. Afhankelijk van het seizoen vervoerden ze mest, terpaarde, aardappelen en andere bulkgoederen. De schipper en zijn gezin woonden aan boord van het skûtsje.
Deze zeilschepen werden vanaf de 18e eeuw gebouwd tot circa 1930. De lengte bedraagt 12 tot 20 m. De breedte hangt samen met de afmetingen van bruggen en sluizen in het vaargebied en is gemiddeld 3,5 m, maximaal een meter of vier. De scheepjes zijn gebouwd om te zeilen en waren oorspronkelijk dan ook niet voorzien van een motor. In de loop van de jaren twintig en dertig werden veel skûtsjes voorzien van hulpmotoren, maar pas na de Tweede Wereldoorlog werden de zeilen vervangen door motoren. De skûtsjes verdwenen als vrachtschip van het water toen de motor-binnenvaartschepen die vele honderden tonnen lading konden meenemen, hun rol overnamen. Veel skûtsjes werden vervolgens omgebouwd tot woningen op het water. Skûtsje de Gudsekop vaart nog steeds zonder motor met als doel het overdragen van kennis en ervaring over het varen met een historische platbodem.
Een skûtsje is kleiner dan de skûte. Het onderscheidt zich verder van andere tjalken doordat het:
- in Friesland is gebouwd
- niet langer is dan 20 m
- gebouwd is voor zeilend vrachtvervoer op het binnenwater

Hoewel skûtsjes niet waren gebouwd voor reizen over de Zuiderzee werden ze desondanks toch gebruikt om terpaarde en mest te vervoeren van Friesland naar het gebied rond Warmond. Veelal echter werd de mest in plaatsen als Workum overgeladen in grotere schepen, beter Zuiderzeewaardig. Sinds 1974 wordt op dit traject tijdens de herfstvakantie de Strontrace gevaren.
In het Zuiderzeemuseum ligt een beurtschip. Dit skûtsje is in 1904 bij Wildschut te Gaastmeer gebouwd. Waarschijnlijk is het het eerste ijzeren schip dat deze werf heeft gebouwd. Het schip is in eerste instantie gebruikt voor de beurtdienst tussen It Heidenskip (nabij Workum) en Leeuwarden. Bekend is dat de beurtschippers vroeger op ongeveer hetzelfde tijdstip vertrokken uit een stad en terugzeilden naar hun dorpen, en dan elkaar voorbij probeerden te varen. Uit deze onofficiële wedstrijden is het huidige skûtsje-silen gegroeid, dat vroeger ook werd aangeduid als wedstrijden voor vracht- en beurtschepen.
De bekendste scheepswerf was Scheepswerf De Pijp in Drachten.

## Nieuw leven voor skûtsjes
Door de schaalvergroting in de binnenvaart en door de opkomst van het wegverkeer zijn deze schepen in de binnenvaart onrendabel geworden. Sommige schippers probeerden nog een tijd het hoofd boven water te houden door, in plaats van gebruik te maken van het zeil, het schip voort te bewegen met een klein opduwertje, maar meer dan uitstel heeft dit nooit kunnen betekenen.
Vanaf de jaren vijftig zijn veel skûtsjes, die inmiddels vaak als woonschip aan de kant lagen, weer in de vaart gebracht. Enerzijds door particulieren, die er met behulp van een kajuit een jacht van maakten, anderzijds door personen of organisaties die ze in meer of minder originele staat restaureerden. Zo vinden elk jaar wedstrijden met skûtsjes plaats, het bekende skûtsjesilen. De wedstrijden met schepen die gezeild worden door bemanningen afkomstig uit de binnenvaart worden georganiseerd door de Sintrale Kommisje Skûtsjesilen, de overige wedstrijden met skûtsjes door de vereniging met de naam Iepen Fryske Kampioenskippen Skûtsjesilen.
Er doen zo'n zestig schepen mee. Omdat sommige schepen vele aanpassingen ondergingen ten gunste van de absolute snelheid, wordt gezocht naar een formule (rating) om ze toch tegen elkaar te laten uitkomen. Hierbij moet rekening worden gehouden met het gewicht (kan variëren tussen de 11 en 21,5 ton), de rompvorm, de waterweerstand en de hoeveelheid tuigage.

Een oorspronkelijk en beeldbepalend kenmerk, het goede compromis tussen laadvermogen en zeileigenschappen, is in het moderne wedstrijdskûtsje verloren gegaan. De huidige schepen zijn in verhouding zwaar overtuigd.
Het Skûtsjemuseum in Eernewoude begon in 2004 met de bouw van een traditioneel houten skûtsje, de Æbelina. Het schip is op 22 augustus 2009 te water gelaten.

## Kenmerken
- Een skûtsje heeft maar 1 mast. De oude schepen hadden bruine zeilen, tegenwoordig is de fok vaak wit. Het grootzeil heeft bovenlangs een gaffel.
- De schepen hebben zwaarden die het verlijeren tegengaan.
- De helmstok van het roer is vaak versierd met een klik, een opgezet stuk beschilderd hout. Op de oudste klikken was aan de hak vaak een rood-wit-blauw klaverblad geschilderd. In het Fries Scheepvaart Museum zijn een twintigtal klikken te zien.
- Er zijn meerdere tekens op skûtsjes te herkennen, zoals het pentagram[4], het Andreaskruis[5], tekens op de roerklik.[6]